# Valparaiso (Florida)
Valparaiso ist eine Stadt im Okaloosa County im US-Bundesstaat Florida. Das U.S. Census Bureau hat bei der Volkszählung 2020 eine Einwohnerzahl von 4.752 ermittelt.

## Geographie
Valparaiso grenzt im Osten an Niceville und im Süden an die Choctawhatchee Bay. Die Stadt liegt rund 25 Kilometer südlich von Crestview sowie etwa 80 Kilometer östlich von Pensacola.

## Demographische Daten
Laut der Volkszählung 2010 verteilten sich die damaligen 5036 Einwohner auf 1738 Haushalte. Die Bevölkerungsdichte lag bei 163,0 Einw./km². 84,6 % der Bevölkerung bezeichneten sich als Weiße, 5,7 % als Afroamerikaner, 0,6 % als Indianer und 3,6 % als Asian Americans. 1,0 % gaben die Angehörigkeit zu einer anderen Ethnie und 4,5 % zu mehreren Ethnien an. 5,5 % der Bevölkerung bestand aus Hispanics oder Latinos.
Im Jahr 2010 lebten in 23,7 % aller Haushalte Kinder unter 18 Jahren sowie 29,1 % aller Haushalte Personen mit mindestens 65 Jahren. 60,2 % der Haushalte waren Familienhaushalte (bestehend aus verheirateten Paaren mit oder ohne Nachkommen bzw. einem Elternteil mit Nachkomme). Die durchschnittliche Größe eines Haushalts lag bei 2,21 Personen und die durchschnittliche Familiengröße bei 2,79 Personen.
21,9 % der Bevölkerung waren jünger als 20 Jahre, 37,7 % waren 20 bis 39 Jahre alt, 21,9 % waren 40 bis 59 Jahre alt und 18,6 % waren mindestens 60 Jahre alt. Das mittlere Alter betrug 28 Jahre. 59,0 % der Bevölkerung waren männlich und 41,0 % weiblich.
Das durchschnittliche Jahreseinkommen lag bei 57.765 $, dabei lebten 5,7 % der Bevölkerung unter der Armutsgrenze.
Im Jahr 2000 war Englisch die Muttersprache von 88,95 % der Bevölkerung, spanisch sprachen 8,81 % und 2,24 % hatten eine andere Muttersprache.

## Verkehr
Valparaiso wird von den Florida State Roads 85, 190 und 397 durchquert.
Auf dem Stadtgebiet befindet sich die Eglin Air Force Base mit dem zivil genutzten Destin–Fort Walton Beach Airport. Der Pensacola International Airport liegt rund 90 Kilometer westlich der Stadt.

## Kriminalität
Die Kriminalitätsrate lag im Jahr 2010 mit 60 Punkten (US-Durchschnitt: 266 Punkte) im niedrigen Bereich. Es gab eine Vergewaltigung, zwei Raubüberfälle, drei Körperverletzungen, 14 Einbrüche, 43 Diebstähle und einen Autodiebstahl.